# Diedrich Bader
Karl Diedrich Bader (Alexandria, 24 de dezembro de 1966) é um ator, dublador e comediante estadunidense.  Ele é conhecido por aparecer em comédias, incluindo os filmes The Beverly Hillbillies, Office Space, EuroTrip, Napoleon Dynamite e Miss Congeniality 2 e as séries The Drew Carey Show, Veep, Outsourced e American Housewife. 
Ele também é dublador de várias séries animadas; alguns de seus papéis incluem Batman em Batman: The Brave and the Bold e JLA Adventures: Trapped in Time, andróide Zeta no The Zeta Project, Warp Darkmatter em Buzz Lightyear of Star Command, o Fiskerton Phantom em The Secret Saturdays e seu papel recorrente como Hoss Delgado em The Grim Adventures of Billy and Mandy.

## Biografia
Bader nasceu em Alexandria, Virgínia, na véspera de natal de 1966, filho de Gretta Bader, uma escultora, e William B. Bader, um executivo da fundação que trabalhou na política. 
Com dois anos de idade, sua família se mudou para Paris, mas ele voltou para os EUA para estudar na Groveton High School. Graduou-se na T.C. Williams High School em sua cidade natal, e mais tarde numa faculdade da Carolina do Norte.

## Carreira

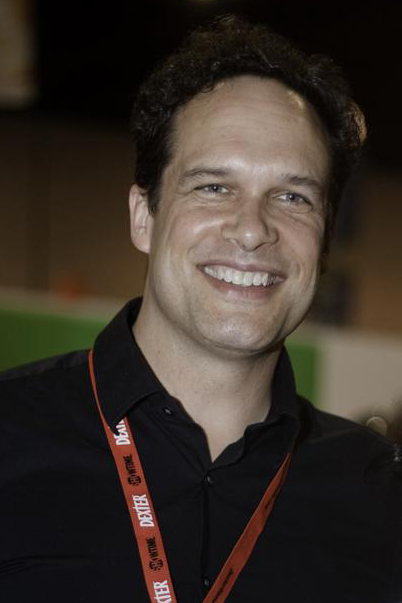
Bader na Comic-Con em 2010.

Depois de um alguns papéis como convidado nas populares séries de televisão The Fresh Prince of Bel-Air, Star Trek: The Next Generation, Quantum Leap e Cheers, seu primeiro papel importante foi na série Danger Theatre de 1993, como The Searcher. Ele se transferiu para o cinema no mesmo ano com a famosa comédia The Beverly Hillbillies, mas retornou à TV, como Oswald da série The Drew Carey Show, de 1995 a 2004.
Bader teve vários papéis de dublagem em animação característicos, tais como Ice Age, The Simpsons, Buzz Lightyear of Star Command, The Grim Adventures of Billy and Mandy e The Penguins of Madagascar. Em 1999 atuou em Office Space como Pedro no estilo mullet, e Napoleon Dynamite de 2004 como Rex, o dono de uma loja de artes marciais. No mesmo ano participou do filme EuroTrip como um ladrão. Todos esses papéis fizeram Bader alterar sua aparência de alguma maneira, de modo a ser menos reconhecível.
Bader também emprestou sua voz a diversos desenhos animados de Batman como:Batman Beyond, The Zeta Project, The Batman, e estrelando como o personagem-título Batman: The Brave and the Bold.
Também emprestou sua voz no desenho animado Ultimate Spider-Man (série) como Kraven e como Cavaleiro da Lua.

## Vida pessoal
Bader é casado com a atriz Dulcy Rogers, desde 1997. Eles têm dois filhos: Sebastian (nascido em 2003) e Ondine CaolIla (nascida em 2005).

## Filmografia
- Desert Rats (1988) (TV)
- The Preppie Murder (1989) (TV)
- Cheers (1990) (TV)
- Danger Theatre (1993) (TV)
- The Beverly Hillbillies (1993)
- Teresa's Tattoo (1994)

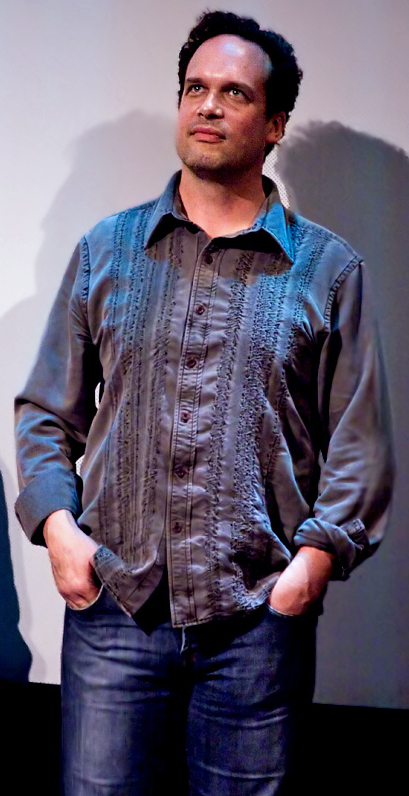
Bader em julho de 2009.

- The Drew Carey Show (1995–2004) (TV)
- The Assassination File (1996) (TV)
- Gargoyles (1996) (TV) (voz)
- Pepper Ann (1997) (TV) (voz)
- Hercules: The Animated Series (1998) (TV) (voz)
- Hercules: Zero to Hero (1999) (TV) (voz)
- Office Space (1999)
- Bartok the Magnificent (1999) (TV) (voz)
- Olive, the Other Reindeer (1999) (TV) (voz)
- Batman Beyond (1999) (TV) (voz)
- The Simpsons (2000) (TV) (voz)
- Couple Days... A Period Piece (2000)
- Buzz Lightyear of Star Command (2000) (TV) (voz)
- Baby Blues (2000) (TV) (voz)
- Buzz Lightyear of Star Command: The Adventure Begins (2000) (TV) (voz)
- Certain Guys (2000)
- Drew Carey's Rock & Roll Back to School Special (2001) (TV)
- The Zeta Project (2001) (TV) (voz)
- Lloyd in Space (2001) (TV) (voz)
- Recess: School's Out (2001) (voz)
- Jay and Silent Bob Strike Back (2001)
- The Grim Adventures of Billy and Mandy (2002) (TV) (voz)
- Evil Alien Conquerors (2002)
- A Baby Blues Christmas Special (2002) (TV) (voz)
- Ice Age (2002) (voz)
- The Country Bears (2002) (voz)
- Napoleon Dynamite (2004)
- EuroTrip (2004)
- Dead & Breakfast (2004)
- Center of the Universe (2004) (TV)
- Miss Congeniality 2: Armed and Fabulous (2005)
- Kim Possible: So the Drama (2005) (TV) (voz)
- Dinotopia: Quest for the Ruby Sunstone (2005) (voz)
- Krypto the Superdog (2005) (voz)
- National Lampoon Presents Cattle Call (2006)
- Korgoth of Barbaria (2006) (TV) (voz)
- Asterix and the Vikings (2006) (voz)
- Curb Your Enthusiasm (2007)
- 7th Heaven (2007) –
- Monk (2007)
- King of the Hill (2007) (TV) (voz)
- Surf's Up (2007) (voz)
- Balls of Fury (2007)
- The Batman (2008) (voz)
- Meet the Spartans (2008)
- The Secret Saturdays (2008)
- Open Season 2 (2008) (voz)
- Reno 911! (2008)
- Bolt (2008) (voz)
- CSI: Crime Scene Investigation (2008) ("Two and a Half Deaths")
- Batman: The Brave and the Bold (2008-atualidade) (voz) (vários)
- Drop Dead Diva (2009) ("The Chinese Wall")
- CSI: Miami (2009) ("Dead on Arrival")
- Space Buddies (2009)
- The Penguins of Madagascar (2009) (TV) (voz) (4 episódios)
- The Goode Family (2009) (TV) (voz)
- Bones (2009–2010)
- Medium (2010)
- Chuck (2010)
- Ben 10: Ultimate Alien (2010) (TV) (voz)
- Vampires Suck (2010)
- DC Universe Online (2010) (VG) (voz)
- Outsourced (2010) (TV)
- Skunk Fu! (TV) (voz)
- JLA Adventures: Trapped in Time (2014) (voz)